# Музеєфікація

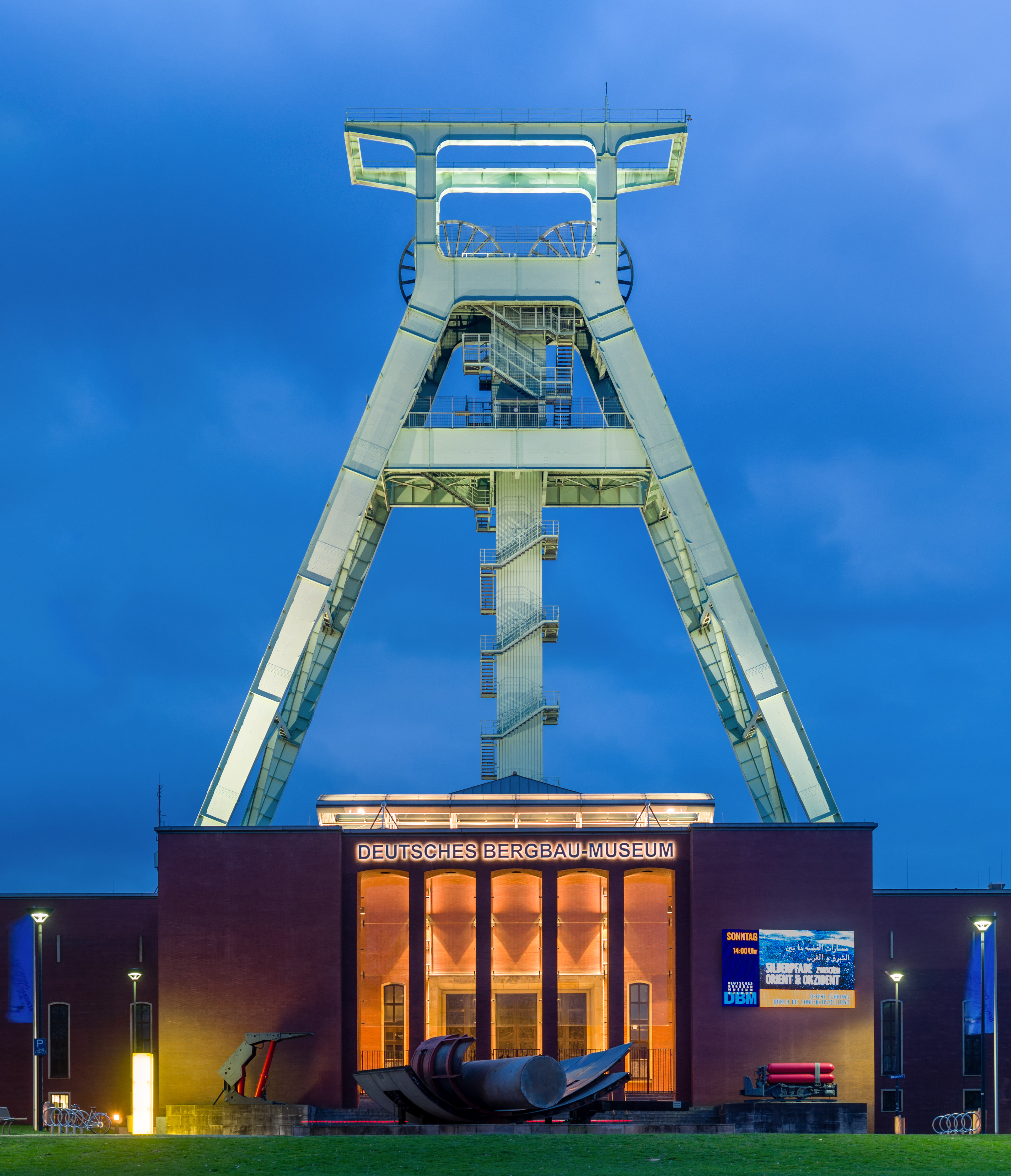
Приклад музеєфікації: Музей гірничої справи в Бохумі («Deutsches Bergbau-Museum Bochum»), Німеччина.

Музеєфіка́ція (від музей та лат. facio, роблю) — сукупність науково обґрунтованих заходів щодо приведення пам'яток історико-культурної спадщини у стан придатний для екскурсійного відвідування та ін. культурно-освітнього використання.
Найбільше число серед музеєфікованих об'єктів складають пам'ятки архітектури. В останні десятиліття ХХ ст. в сферу музеєфікації все активніше включаються пам'ятки археології, науки і техніки, природи.